# 吉尔万福
吉尔万福，是匈牙利巴兰尼亚州所辖的一个村。总面积15.43平方公里，总人口381，人口密度24.7人/平方公里（2011年1月1日）。